# Gare de Tilff
La gare de Tilff est une gare ferroviaire belge de la ligne 43, de Liège (Angleur) à Marloie, située au village de Tilff sur le territoire de la commune d'Esneux, en Région wallonne dans la province de Liège.
Elle est mise en service en 1866 par la Grande compagnie du Luxembourg. C'est une halte ferroviaire de la Société nationale des chemins de fer belges (SNCB) desservie par des trains Omnibus (L) et Heure de pointe (P).

## Situation ferroviaire
Établie à 87 mètres d'altitude, la gare de Tilff est située au point kilométrique (PK) 6,90 de la ligne 43, de Liège (Angleur) à Marloie, entre les gares ouvertes d'Angleur et de Méry.

## Histoire
La station de Tilff, est mise en service le 1er aout 1866 par la Grande compagnie du Luxembourg lorsqu'elle ouvre à l'exploitation la section de Melreux à Liège-Guillemins qui permet l'ouverture dans la totalité de la ligne de l'Ourthe.
Le site de la gare est très encaissé et situé de l'autre côté de l'Ourthe par rapport à Tilff.

### Le bâtiment de la gare
Pour la construction de ses gares, la Grande Compagnie du Luxembourg réalisa plusieurs modèles standards et choisit pour un grand nombre de ses gares, un modèle de bâtiment rectangulaire de deux niveaux sous bâtière comportant trois travées. Chaque façade était symétrique. Au centre, on retrouve un oculus sous une corniche en mitre. Les façades sont en brique apparente avec un cordon de pierre bleue au rez-de-chaussée joignant la naissance des arcs qui surplombent chaque ouverture (les arcs sont en plein cintre au rez-de-chaussée et bombés à l’étage). On retrouvait également deux cordons de briques, l'un marquant la séparation entre les deux étages et l'autre reliant le larmier des fenêtres à l'étage. Ces gares seront par la suite portées à cinq travées (pour une longueur totale d'une vingtaine de mètres) avec une avancée au niveau des trois travées centrales côté rue. Les plans de la gare furent approuvés en mai 1865 et la gare fut inaugurée le 24 aout 1866.
De telles gares furent construites à Tilff, Esneux, Rhisnes, Saint-Denis-Bovesse, Barvaux, Bomal, Chastre, et Mont-Saint-Guibert. Seules les quatre premières existent toujours à l’heure actuelle.
Une halle à marchandises était installée de l'autre côté, près de l'Ourthe.

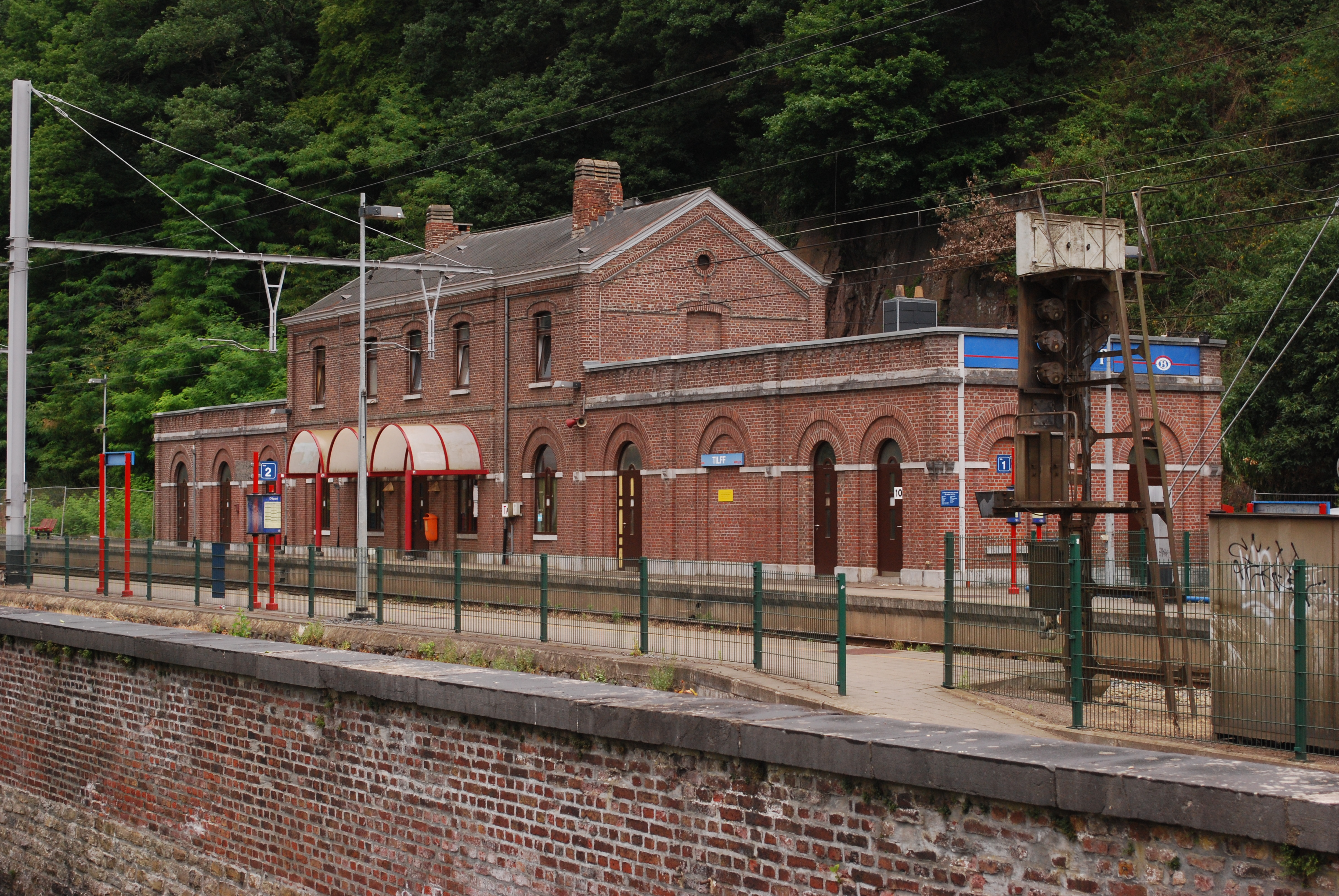
Vue générale de la gare.
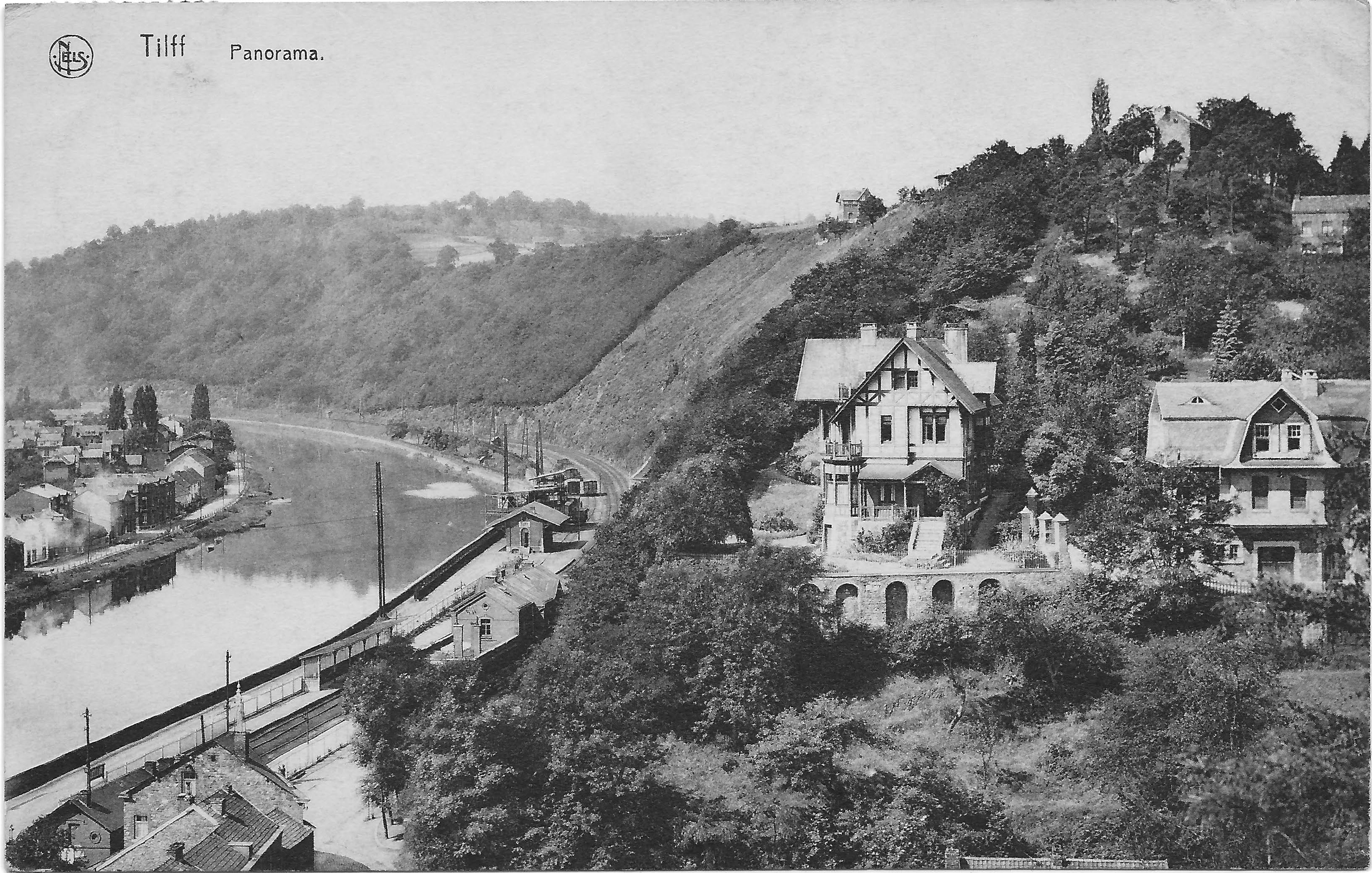
Carte postale ancienne montrant la gare, déjà agrandie mais toujours pourvue de ses corniches et la cour à marchandises.

En 1891, d'importants ajouts furent réalisés pour tenir compte de l'augmentation du nombre des voyageurs mais, contrairement à beaucoup de gares de la Grande Compagnie du Luxembourg, que les Chemins de fer de l’État Belge décidèrent de remplacer, la gare de Tilff fut conservée et agrandie, le résultat a plus que doublé la longueur du bâtiment d'origine.
La transformation a consisté à aménager, de part et d'autre du corps central, deux ailes à un étage ailes de quatre travées d'un côté et de deux puis trois travées de l'autre. Ces ailes étaient à toit plat et munies d'un parapet. Une marquise recouvrait autrefois les quais sur toute la longueur du bâtiment elle a désormais disparu. 
La gare d'Esneux fut également agrandie de la sorte mais la disposition des ailes est inversée par rapport à celle de Tilff.
Contrairement à certaines gares agrandies sans tenir compte de l'esthétique d'origine, les architectes réalisèrent ici une structure harmonieuse et quasi symétrique avec des portes et fenêtres à arc en plein cintre identiques à celle de la gare d'origine.
Cette gare survécut aux guerres et à la vague de démolition et existe encore aujourd'hui en bon état. À un moment de son existence, elle a perdu ses pignons à mitre et les oculi que ces pignons surmontaient.

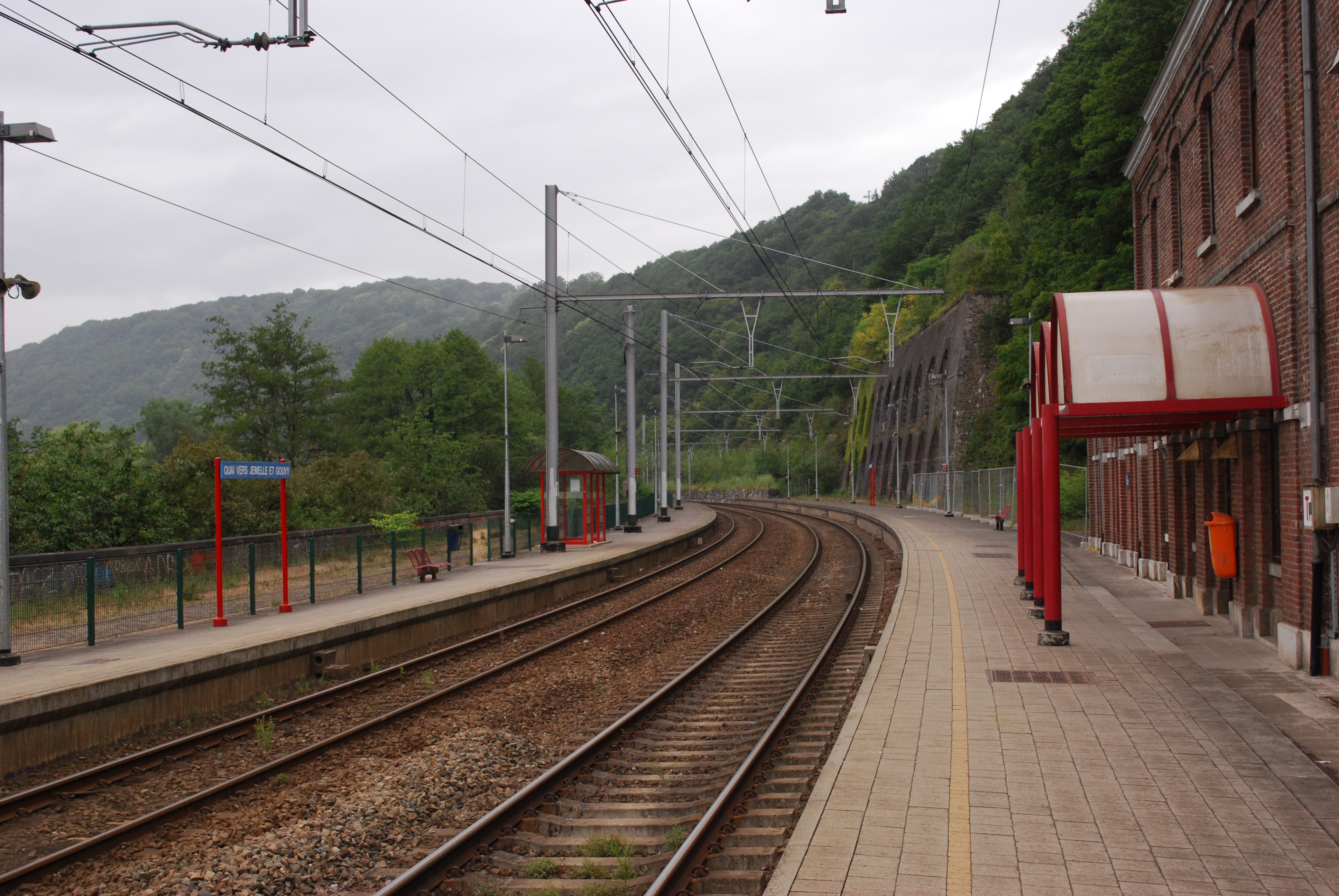
Les quais de la gare et un impressionnant mur de soutènement.
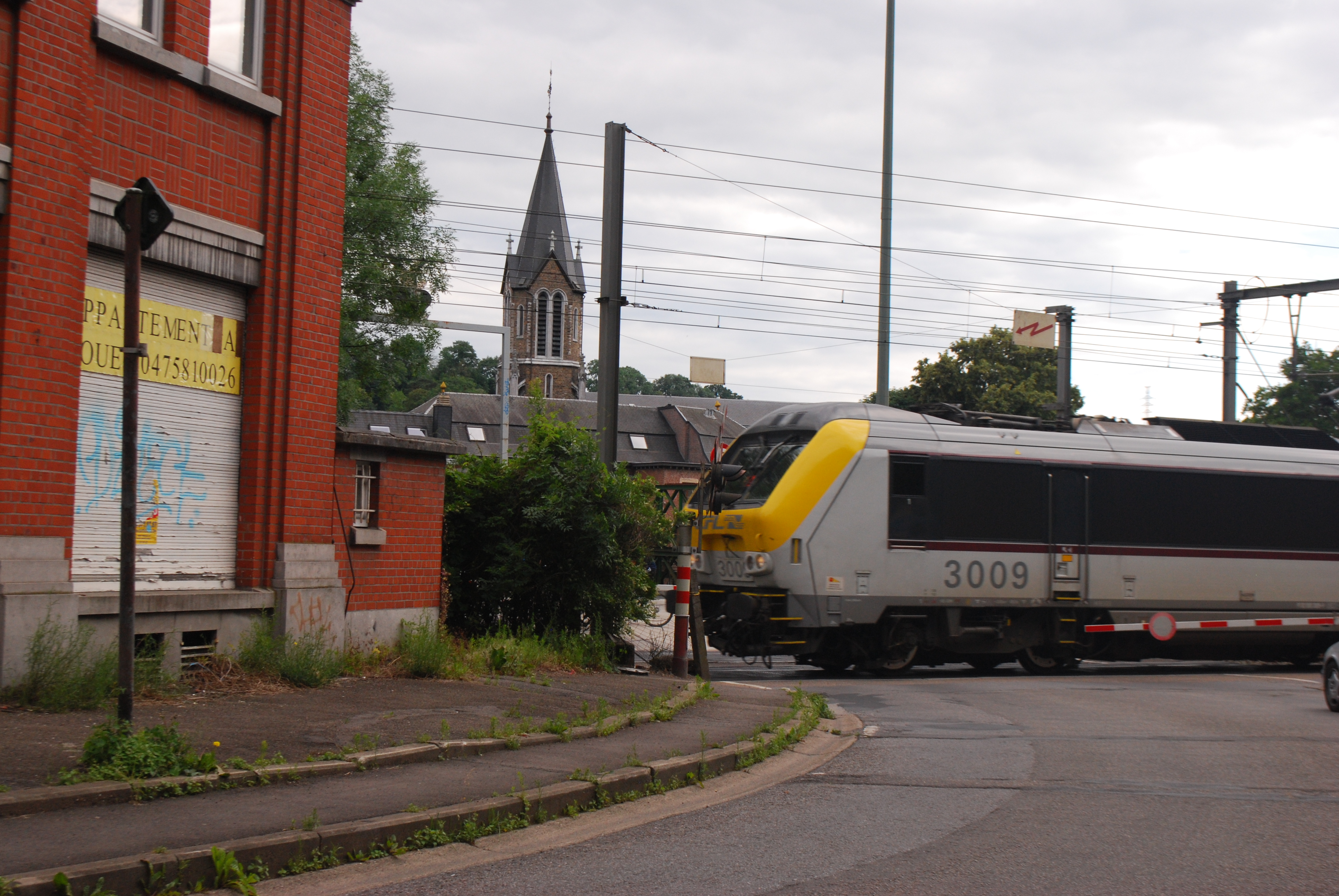
Passage à niveau qui sera supprimé lors de la construction du nouveau pont.

En mai 2021, la SNCB annonce que la gare de Tilff sera mise en vente d'ici 2023 alors que la gare d'Esneux le sera dès 2021. La commune d'Esneux, via la bourgmestre Laura Iker, déclare qu'elle est intéressée pour un éventuel rachat de ces bâtiments en vue de les réaffecter en activités commerciales ou sociales.

## Service des voyageurs

### Accueil
Halte SNCB, c'est un point d'arrêt non géré (PANG) à accès libre. Avec deux quais et abris.

### Dessertes
Tilff est desservie par des trains omnibus (L) et d'heure de pointe (P) de la SNCB.
En semaine, on retrouve :
- des trains L entre Liers et Marloie ou Rochefort-Jemelle ;
- une paire de trains P entre Liège-Saint-Lambert et Rochefort-Jemelle ;
- un train P entre Liège-Saint-Lambert et Marloie (le matin) ;
- un train P entre Liège-Saint-Lambert et Bomal (le mercredi, vers midi).

Les week-ends et jours fériés, la desserte se résume aux trains L Liers - Marloie, qui circulent toutes les deux heures.
S'y rajoute le dimanche soir en période scolaire un train P qui circule entre Arlon et Liège-Saint-Lambert.
En été, un unique train touristique (ICT) circulant le matin entre Liers et Rochefort-Jemelle se rajoute aux trains L de cette relation durant les week-ends.
Auparavant, la desserte comprenait aussi des trains InterCity (IC o) et InterRegion (IR m), les premiers ne marquent désormais plus le moindre arrêt entre la gare d'Angleur et la gare d'Esneux tandis que la seconde catégorie n'existe plus.

### Intermodalité
Un parking pour les véhicules y est aménagé. Elle est desservie par les bus 28 et 377 du réseau TEC Liège Verviers.

## Comptage voyageurs
Le graphique et le tableau montrent le nombre de passagers qui en moyenne embarquent durant la semaine, le samedi et le dimanche.
| Tabel: Nombre de voyageurs qui embarquent à la gare de Tilff | Tabel: Nombre de voyageurs qui embarquent à la gare de Tilff | Tabel: Nombre de voyageurs qui embarquent à la gare de Tilff | Tabel: Nombre de voyageurs qui embarquent à la gare de Tilff |
|                                                              | Semaine                                                      | Samedi                                                       | Dimanche                                                     |
| ------------------------------------------------------------ | ------------------------------------------------------------ | ------------------------------------------------------------ | ------------------------------------------------------------ |
| 1977                                                         | 214                                                          | 63                                                           | 47                                                           |
| 1978                                                         | 234                                                          | 65                                                           | 65                                                           |
| 1979                                                         | 262                                                          | 57                                                           | 62                                                           |
| 1980                                                         | 214                                                          | 62                                                           | 51                                                           |
| 1981                                                         | 257                                                          | 65                                                           | 26                                                           |
| 1982                                                         | 258                                                          | 50                                                           | 26                                                           |
| 1983                                                         | 309                                                          | 88                                                           | 43                                                           |
| 1984                                                         | 175                                                          | 62                                                           | 1                                                            |
| 1985                                                         | 251                                                          | 54                                                           | 54                                                           |
| 1986                                                         | 194                                                          | 47                                                           | 27                                                           |
| 1987                                                         | 206                                                          | 43                                                           | 34                                                           |
| 1988                                                         | 228                                                          | 54                                                           | 28                                                           |
| 1989                                                         | 217                                                          | 44                                                           | 34                                                           |
| 1990                                                         | 122                                                          | 38                                                           | 34                                                           |
| 1991                                                         | 155                                                          | 54                                                           | 41                                                           |
| 1992                                                         | 123                                                          | 47                                                           | 37                                                           |
| 1993                                                         | 129                                                          | 29                                                           | 38                                                           |
| 1994                                                         | 120                                                          | 44                                                           | 25                                                           |
| 1995                                                         | 96                                                           | 22                                                           | 40                                                           |
| 1996                                                         | 99                                                           | 24                                                           | -                                                            |
| 1997                                                         | 102                                                          | 74                                                           | -                                                            |
| 1998                                                         | 103                                                          | 30                                                           | 36                                                           |
| 1999                                                         | 78                                                           | 30                                                           | 20                                                           |
| 2000                                                         | 158                                                          | 68                                                           | 46                                                           |
| 2001                                                         | 67                                                           | 17                                                           | 30                                                           |
| 2002                                                         | 77                                                           | 18                                                           | 34                                                           |
| 2003                                                         | 82                                                           | 20                                                           | 16                                                           |
| 2004                                                         | 84                                                           | 35                                                           | 38                                                           |
| 2005                                                         | 109                                                          | 27                                                           | 28                                                           |
| 2006                                                         | 121                                                          | 36                                                           | 46                                                           |
| 2007                                                         | 102                                                          | 28                                                           | 26                                                           |
| 2008                                                         | -                                                            | -                                                            | -                                                            |
| 2009                                                         | 124                                                          | 48                                                           | 56                                                           |
| 2010                                                         | -                                                            | -                                                            | -                                                            |
| 2011                                                         | -                                                            | -                                                            | -                                                            |
| 2012                                                         | 139                                                          | 50                                                           | 49                                                           |
| 2013                                                         | 168                                                          | 33                                                           | 41                                                           |
| 2014                                                         | 148                                                          | 56                                                           | 41                                                           |
| 2015                                                         | 99                                                           | 33                                                           | 42                                                           |
| 2016                                                         | 94                                                           | 50                                                           | 31                                                           |
| 2017                                                         | 104                                                          | 39                                                           | 47                                                           |
| 2018                                                         | 100                                                          | 23                                                           | 34                                                           |
| 2019                                                         | 124                                                          | 27                                                           | 41                                                           |
| 2020                                                         | 80                                                           | 34                                                           | 29                                                           |
| 2021                                                         | -                                                            | -                                                            | -                                                            |
| 2022                                                         | 229                                                          | 84                                                           | 79                                                           |
| 2023                                                         | 203                                                          | 62                                                           | 68                                                           |
| 2024                                                         | 284                                                          | 87                                                           | 83                                                           |